# Hector Martin
Hector Martin (Roeselare, 26 de desembre de 1898 - Roeselare, 9 d'agost de 1972) va ser un ciclista belga que fou professional entre 1923 i 1936. Era germà del també ciclista Léon Martin. Durant la seva carrera esportiva destaquen cinc victòries d'etapa al Tour de França, cursa que liderà durant quatre etapes en l'edició de 1927.

## Palmarès
- 1923
  - 1r a la Brussel·les-Luxemburg-Mondorf
  - 1r a Melsele
- 1924
  - Campió de Bèlgica dels independents
  - 1r a la Binche-Doornik-Binche
  - 1r a la Brussel·les-París
  - 1r a la París-Menin
  - 1r al Tour de Flandes dels Independents
- 1925
  - Vencedor de 3 etapes al Tour de França
- 1927
  - 1r a la París-Nantes
  - Vencedor de 2 etapes al Tour de França
- 1928
  - 1r a la Bordeus-París
- 1930
  - 1r al Circuit de Bearn i vencedor de 2 etapes
- 1931
  - 1r a Maldegem

## Resultats al Tour de França
- 1925. 14è de la classificació general. Vencedor de 3 etapes
- 1927. 9è de la classificació general. Vencedor de 2 etapes. Porta el mallot groc durant 4 etapes
- 1928. Abandona (5a etapa)
- 1929. Abandona (17a etapa)